# 东岔抗日根据地
东岔抗日根据地，位于中国吉林省集安市清河镇，为一个省级文物保护单位，类型为近现代史迹及代表性建筑，公布时间为1981年4月20日。该文物保护单位由集安市文物局管理。
东岔抗日根据地的历史年代为1936-1938年。